# Paolo Finoglia

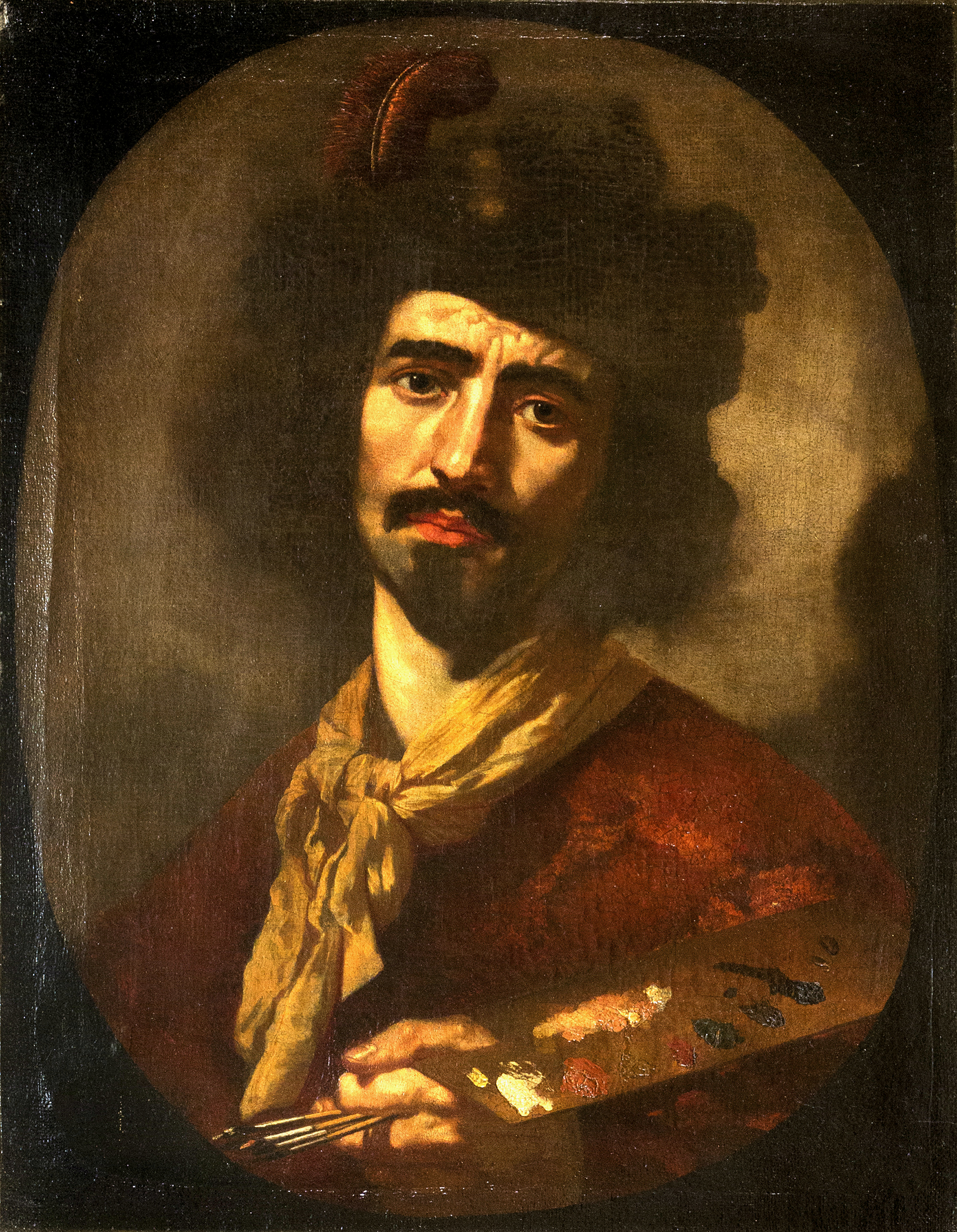
Selbstporträt von Paolo Finoglio,
Pinacoteca des Castello von Conversano

Paolo Finoglia oder Finoglio (Paulus Finolius Neapolitanus; auch Paolo Domenico F.; * um 1590 in Orta di Atella oder Neapel; † zwischen April und September 1645 in Conversano) war ein italienischer Maler des Frühbarock aus der neapolitanischen Schule, der in Neapel und vor allem in Apulien wirkte.

## Leben
Es gibt keine dokumentarisch gesicherten Auskünfte über Finoglias Geburtsort oder Geburtstag. Laut De Dominici (1743) wurde er um 1590 in Orta d'Atella bei Neapel geboren. Der in der Literatur zum Teil verwendete zweite Vorname „Domenico“ lässt sich in zeitgenössischen Dokumenten nicht nachweisen. Seine Werke und Briefe signierte er mit Paulus Finolius Neapolitanus. Auch über seine Ausbildung ist nichts genaues bekannt, De Dominicis Angaben über Lehren bei Battistello Caracciolo und Massimo Stanzione sind nicht gesichert und basieren wohl eher auf Spekulation. Jüngere Autoren vermuten, dass ein spätmanieristischer Maler wie Ippolito Borghese sein Lehrer war.

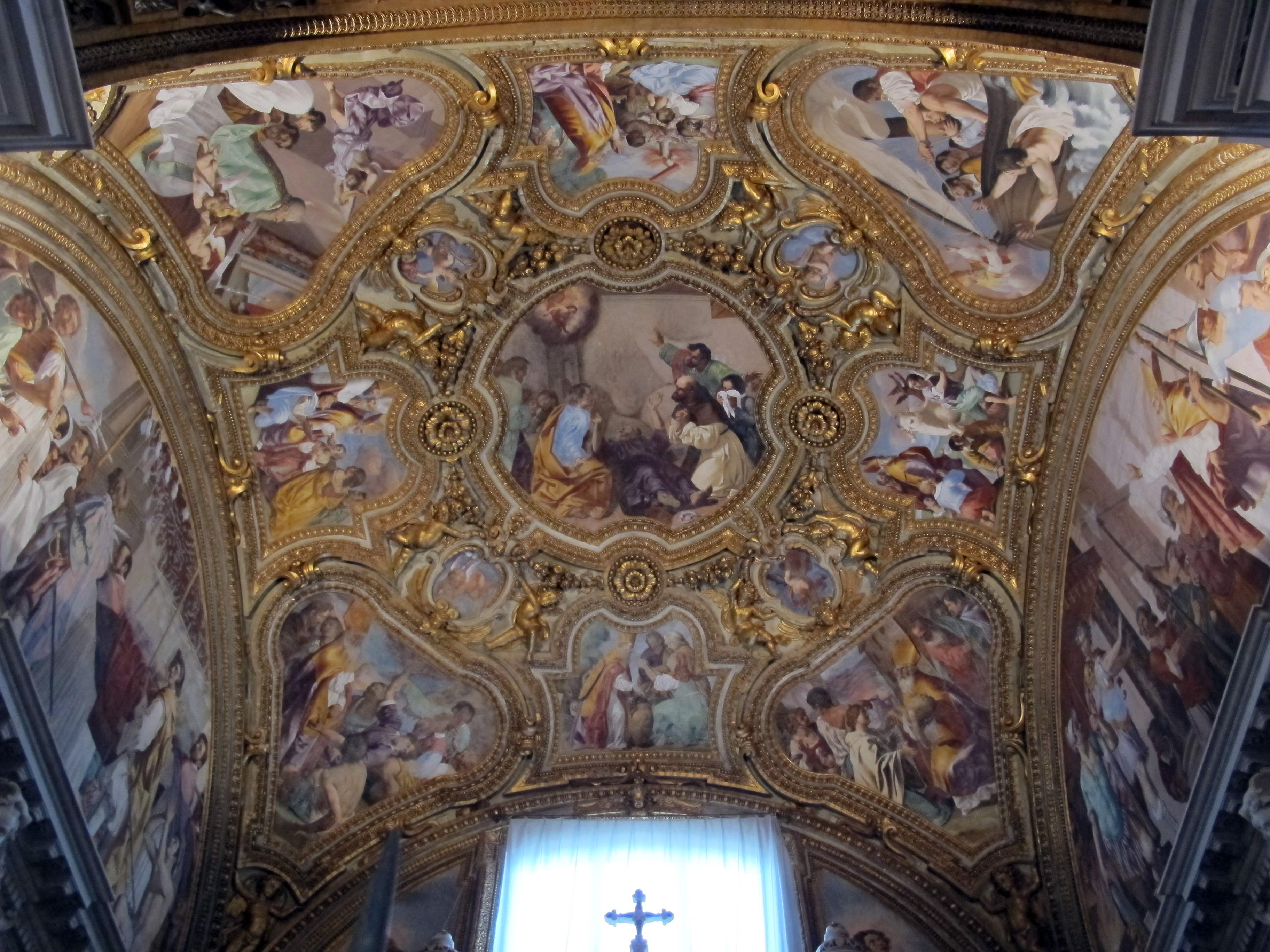
Deckenfresken in der Kapelle des hl. Martin, 1631, Certosa di San Martino, Neapel

Im zweiten Jahrzehnt des 17. Jahrhunderts war Finoglia in der Gegend von Salento und lebte einige Jahre in Lecce. Sein frühestes signiertes Werk ist ein Opfer Isaaks aus einer stilistisch gleichartigen Serie von vier Bildern zur Geschichte Abrahams in der Dominikanerkirche San Giovanni Battista von Lecce. Es ist mit MDCX (1610) datiert (aber möglicherweise fehlt eine Ziffer am Ende). Eine mit 1616 datierte Madonna mit Engeln und den Hl. Rochus und Johannes der Täufer, die sich einst in der Gemeinde von Supersano (bei Ugento) befand, ist heute verschollen.
Vor dem 6. Mai 1623 heiratete er Rosa Lolli aus Lecce, mit der er zwei Kinder hatte: Beatrice und Giuseppe.
Etwa um diese Zeit ging er zurück nach Neapel, um in der Certosa di San Martino zu arbeiten. Im Kapitelsaal malte er zehn Lünetten mit Heiligen Gründerinnen von religiösen Orden und eines seiner anerkannten Meisterwerke, die Circumcision, für die er im Mai 1626 bezahlt wurde. Danach schuf er die Dekoration der Kapelle des hl. Martin, für die er am 27. August 1631 mit 1200 Dukaten entlohnt wurde. Erhalten sind davon nur noch die seinerzeit vielbewunderten Deckenfresken mit Szenen aus dem Leben des hl. Martin; zwei Wandbilder sind verloren, das Altarblatt mit dem Hl. Martin wurde von den Mönchen zurückgewiesen.
Anfang Oktober 1626 vollendete er das (nicht erhaltene) Bild Die zehn Jungfrauen des Evangeliums für das neapolitanische Kloster SS. Trinità delle Monache, und für die Kirche Sant‘Antonio in Lauria (Basilicata), arbeitete er gemeinsam mit Ippolito Borghese an einem Polyptychon, für das er am 26. März 1627 bezahlt wurde.

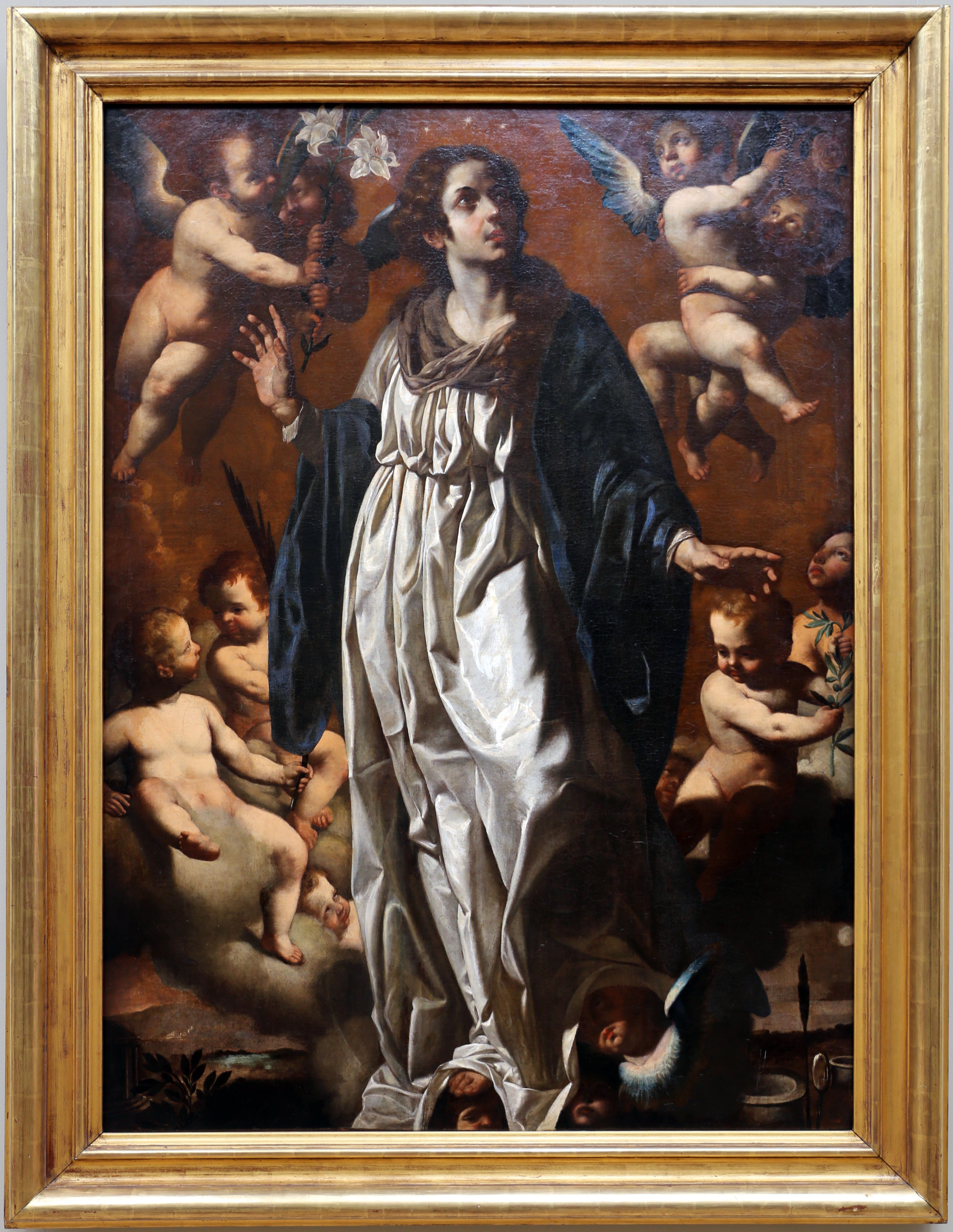
Maria Immaculata, Musée des Beaux-Arts, Lille

Zu Finoglios Kunden gehörten auch Mitglieder der Aristokratie von Neapel, wie Donna Lucrezia Cardenas, Fürstin von Squillace, von der er 1627 über die Bank der Pietà für verschiedene Arbeiten bezahlt wurde. Für den spanischen Hof schuf er (eventuell über die Vermittlung des Vizekönigs) eine Serie von Gemälden über biblische Themen und solche der klassischen Mythologie, darunter einen meisterhaften Triumph des Bacchus und vielleicht das Bild Massinissa trauert über den Tod der Sophonisba für den Palacio del Buen Retiro (heute: Prado, Madrid).
1629 erhielt er den Auftrag für die Maria Immacolata (sogenannte Pala Bonaiuti) in der Cappella Bonaiuti von San Lorenzo Maggiore in Neapel. Erhalten sind auch mehrere andere Versionen der Immacolata, die teilweise unter Mitarbeit seiner Werkstatt entstanden, u. a. in San Lorenzo (oder San Francesco?) in Montesarchio und im Musée des Beaux-Arts in Lille.
Am 27. November 1632 fungierte Finoglia als Taufpate für einen Neffen von Battistello Caracciolo, was darauf hindeutet, dass die beiden miteinander befreundet waren. Etwa um dieselbe Zeit schuf er im Auftrage des Bischofs M. de León y Cardenas die Taufe des hl. Aspreno für den Chor der Kathedrale von Pozzuoli (heute im Castel Sant’Elmo, Neapel).
Spätestens Mitte 1634 ging er zurück nach Apulien, um für den Grafen Giangirolamo (II) d'Acquaviva und dessen Gemahlin Isabella Filomarino in Conversano zu arbeiten. Sein bedeutendstes Werk aus dieser Spätzeit seines Schaffens ist der zehnteilige Zyklus mit Episoden aus Tassos Gerusalemme Liberata (Aula consiliare, Municipio, Conversano). Etwa zur gleichen Zeit, aber wahrscheinlich unter massiver Beteiligung der Werkstatt, entstanden die Fresken mit Geschichten aus dem Leben Jakobs im gräflichen Gemach des Castello von Conversano.

Ebenfalls im Auftrage des Grafen malte er fünf Altarbilder für die ab 1636 neuerbaute Franziskanerkirche Santi Cosma e Damiano in Conversano. Die Gewölbefresken der Kirche wurden erst nach seinem Tode im Jahr 1650 fertiggestellt, wahrscheinlich nach seinen Entwürfen.

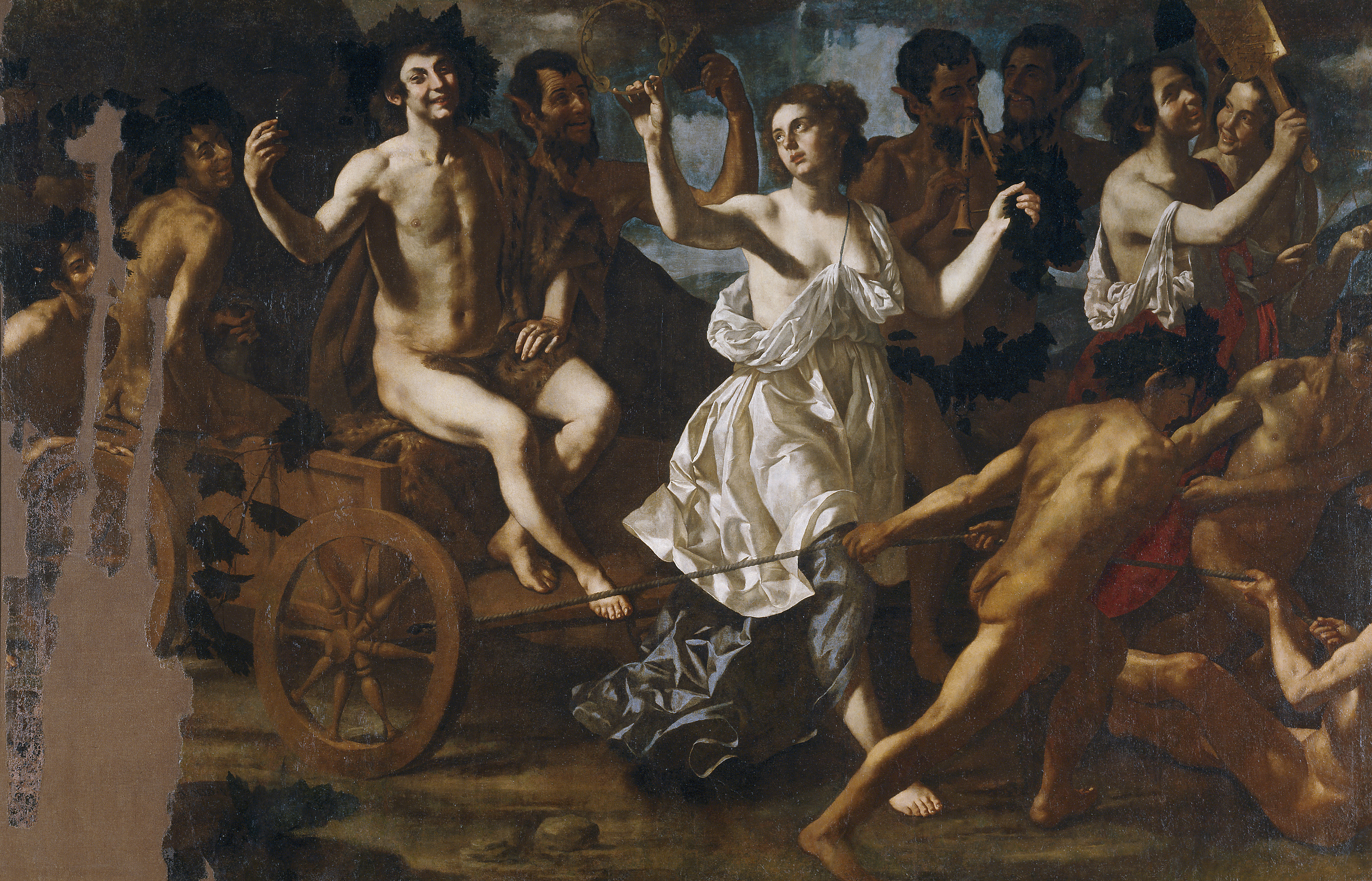
Triumph des Bacchus, Prado, Madrid (links teilweise zerstört)

Als einer der Höhepunkte seiner Kunst gilt das Altarbild Madonna mit Kind und den Hl. Eligio und Trifone in der Kirche Sant‘ Angelo in Monopoli. Dieses Bild entstand für den Orden der Paolotti, in deren Auftrag er auch eine Kopie nach Iacopo Palma il Giovane malte, eine Madonna mit Kind und den Hl. Rochus und Sebastian, die sich heute in der Kathedrale von Monopoli befindet.
Als sein letztes Werk gilt das Gemälde die Hl. Benedikt und Biagio für den Hochaltar der Kirche San Benedetto in Conversano, die Einflüsse des römischen Barock zeigt.
Finoglia betätigte sich auch im Kunsthandel und in anderen Geldgeschäften. Für seinen gesellschaftlichen Aufstieg spricht die Hochzeit seiner verwitweten Tochter Beatrice mit einem Adeligen aus Conversano G. B. Tarsia im November 1642, bei der als Trauzeuge der erstgeborene Sohn des Grafen Acquaviva d'Aragona anwesend war.
Paolo Finoglia starb zwischen April und September 1645. Er hinterließ zahlreiche unvollendete Werke und Schulden.
Das Selbstporträt von Paolo Finoglia wurde 2016 von der Stadt Conversano für ungefähr 25 000 Euro ersteigert und ist seitdem in der Pinacoteca des Castello von Conversano zu sehen.

## Würdigung / Stil / Werk
Paolo Finoglia wurde lange Zeit wenig beachtet. Erst nach der Restaurierung mehrerer Werke, besonders des Zyklus über La Gerusallemme liberata in Conversano, wird er zu den wichtigeren neapolitanischen Malern des Frühbarock gezählt. Sein Stil kombiniert spätmanieristische Elemente mit einem starken Einfluss des Tenebrismus und Naturalismus von Caravaggio und Battistello Carracciolo sowie anderer Maler Neapels seiner Zeit, wie Jusepe de Ribera, Artemisia Gentileschi oder Guarino. Auffällig sind die dunklen, harten Schatten und seine gekonnte Darstellung kostbarer Stoffe.

## Galerie

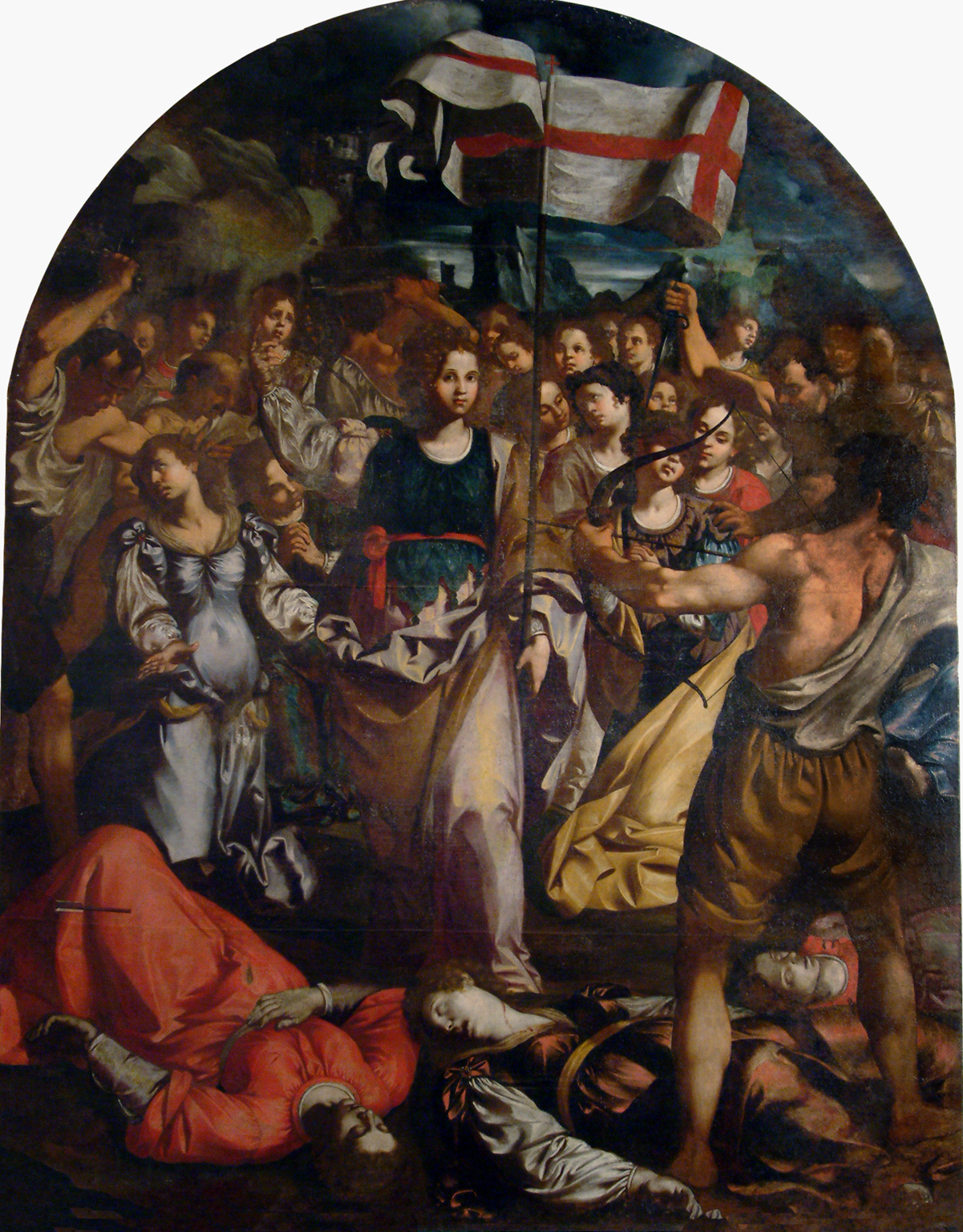
Martyrium der hl. Ursula und ihrer Gefährtinnen, ca. 1610–20, Museo Diocesano, Lecce
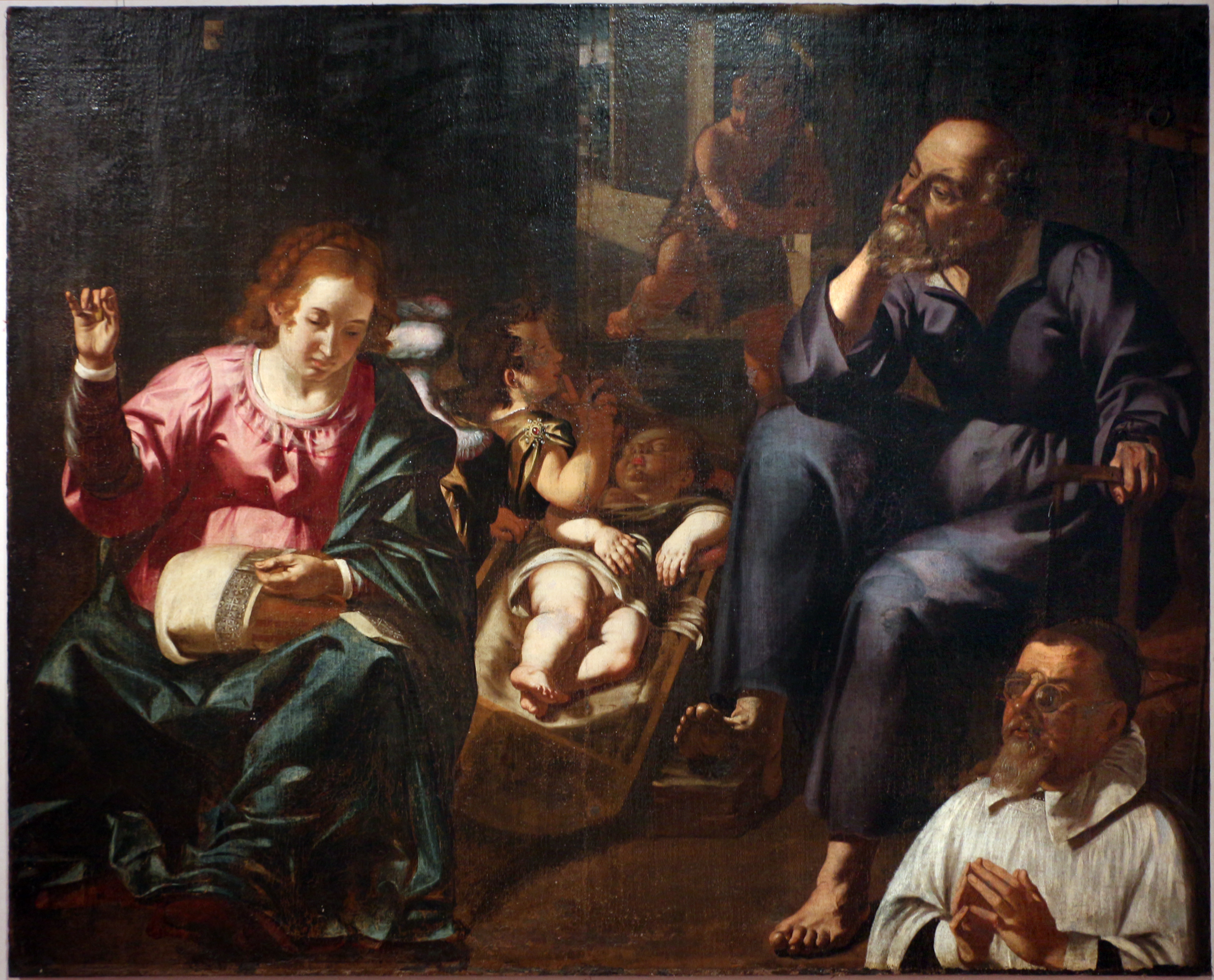
Die heilige Familie mit der Nadelarbeit („Santa famiglia del cucito“), mit dem kleinen Johannes d. Täufer und dem Stifter, Museo Diocesano, Lecce
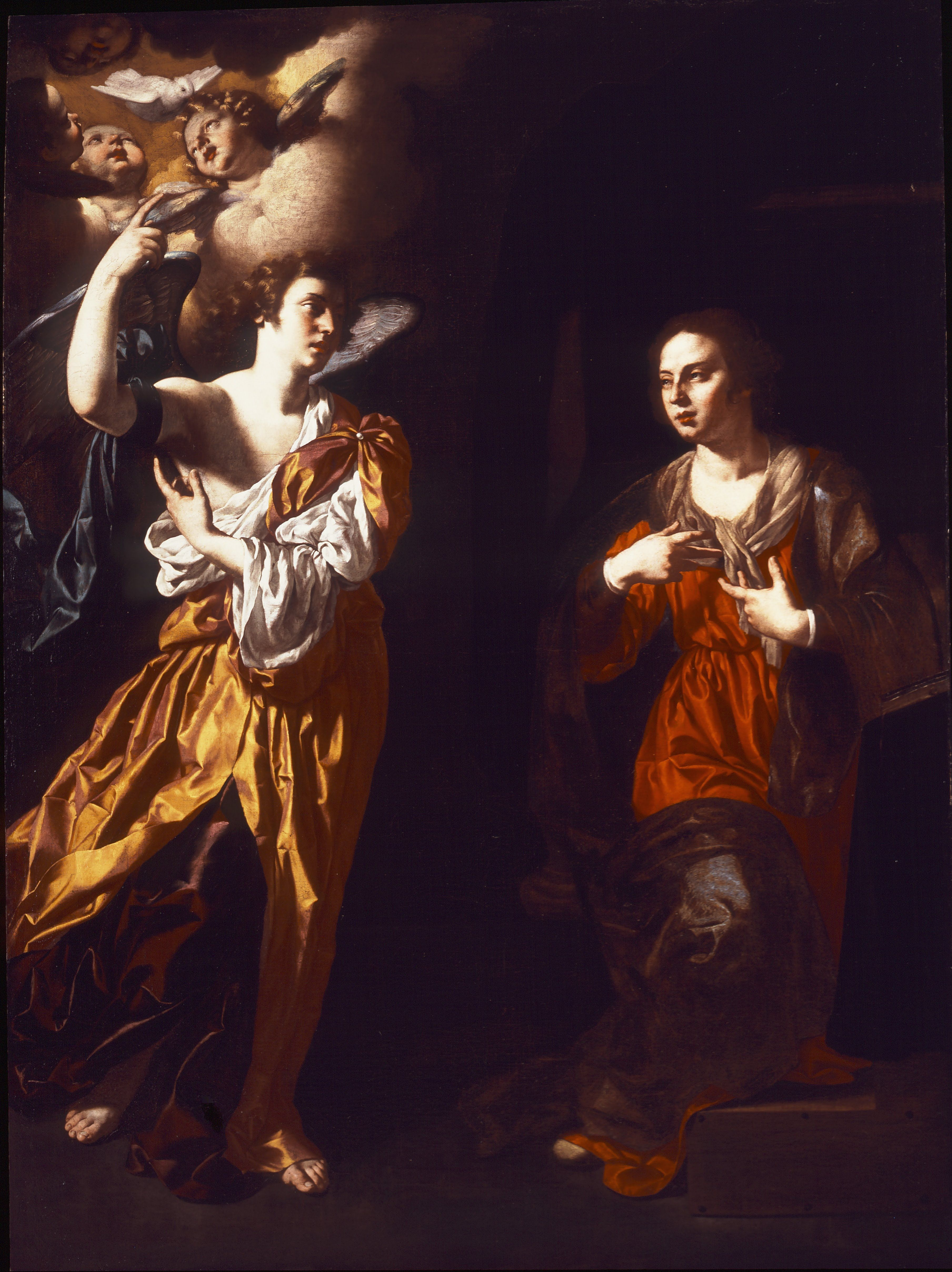
Verkündigung, Szépművészeti Múzeum, Budapest
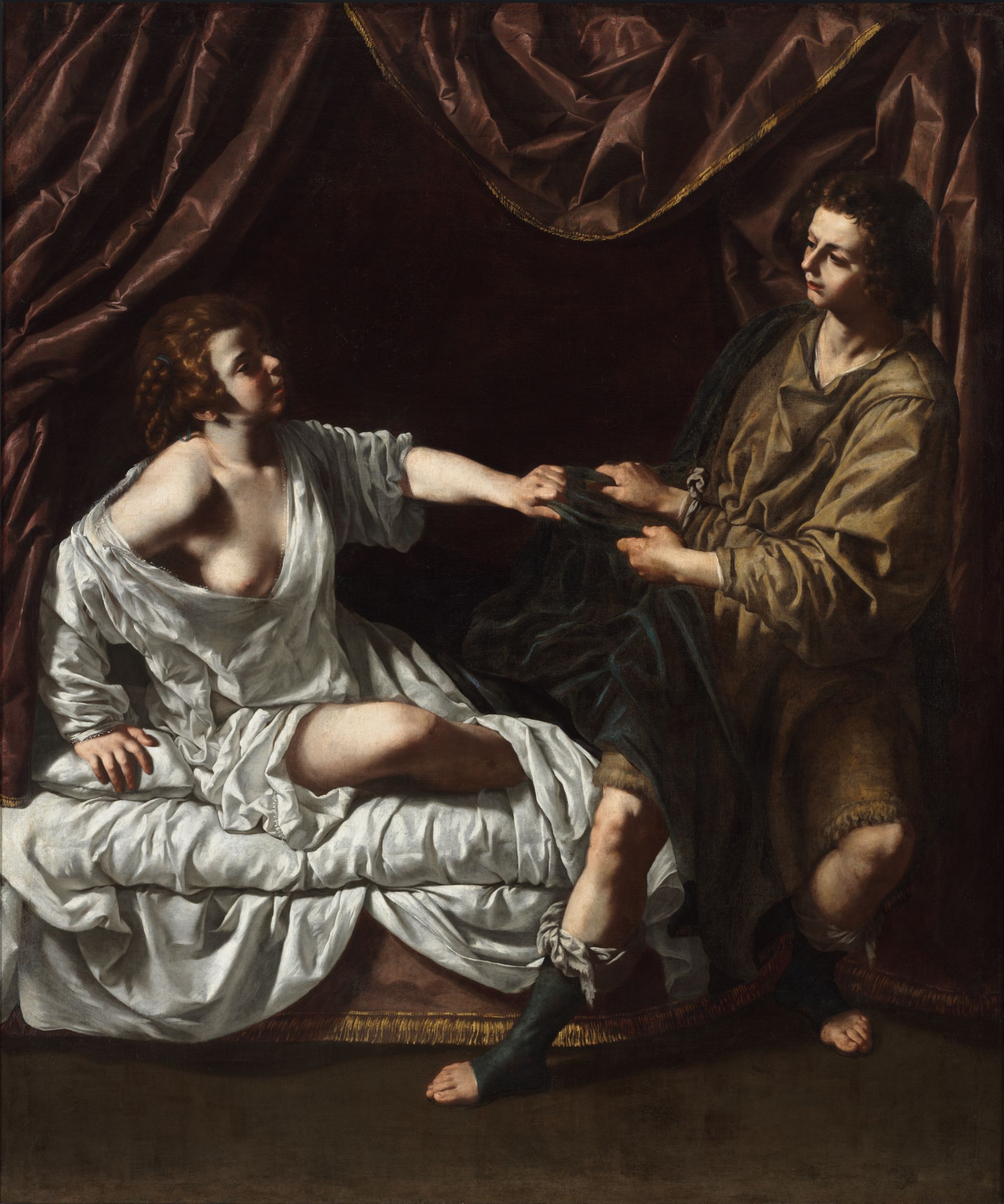
Joseph und die Frau des Potiphar, Harvard Art Museums/Fogg Museum, Cambridge (Massachusetts, USA)
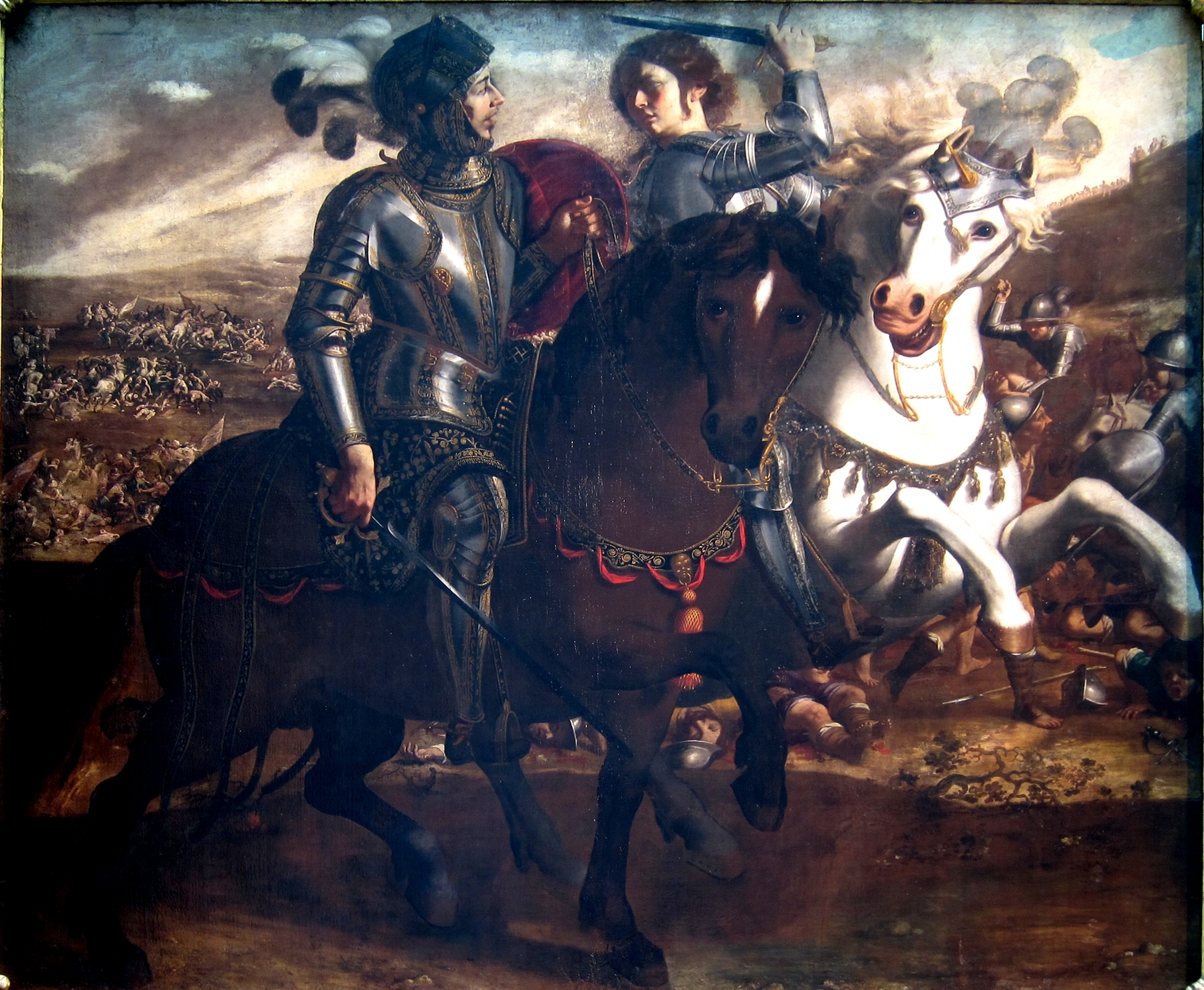
Tancredi und Clorinda, aus dem Zyklus zu Tassos Gerusalemme Liberata, ca. 1634–43, Castello di Conversano
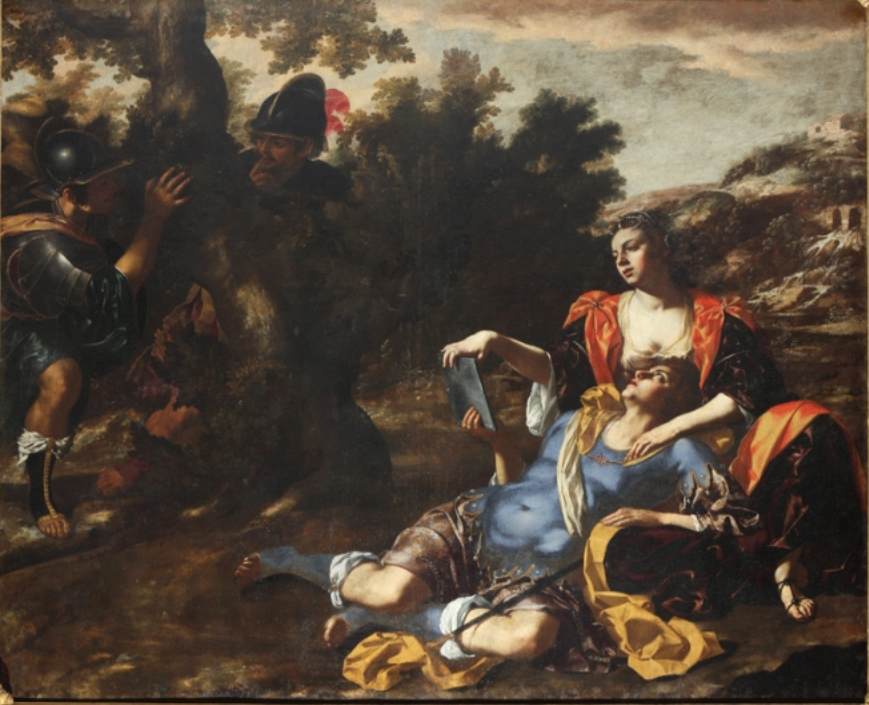
Rinaldo und Armida im verzauberten Garten, aus dem Zyklus zu Tassos Gerusalemme Liberata, ca. 1634–43, Castello di Conversano
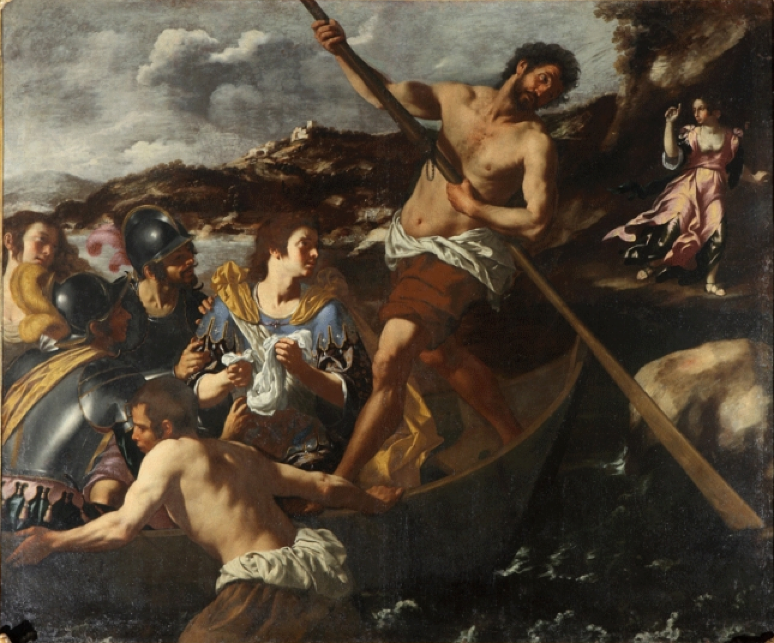
Rinaldo verlässt die verzauberte Insel, aus dem Zyklus zu Tassos Gerusalemme Liberata, ca. 1634–43, Castello di Conversano

## Werke
- Vier Bilder zur Geschichte Abrahams, darunter das Opfer Isaaks, 1610 (?), San Giovanni Battista, Lecce
- Die Jungfrau der Apokalypse und Heilige, Santa Maria della Serra, Tricase (bei Lecce; signiert Paulus Finolius Neapolitanus)
- Die Hl. Angelo und Joseph und die Hl. Johannes d. Täufer und Johannes vom Kreuz, San Giovanni Evangelista, Lecce
- Die Circumcision und Lünetten mit Heiligen Gründerinnen von religiösen Orden, 1626, Kapitelsaal der Certosa di San Martino, Neapel
- Madonna mit der hl. Teresa von Avila, Santa Maria Donnaromita, Neapel
- Madonna mit Kind und den Hl. Margarete, Antonius und Bernhard (urspr. Für SS. Bernardo e Margherita, Fonseca) Museo di Castelnuovo
- Maria Immacolata (sog. Pala Bonaiuti), ab 1629, Cappella Bonaiuti von San Lorenzo Maggiore, Neapel
- Maria Immacolata, San Lorenzo, Montesarchio
- Maria Immacolata, Musée des Beaux-Arts, Lille
- Martyrium des Hl. Sebastian, Museo di Capodimonte, Neapel
- Triumph des Bacchus und Massinissa trauert über den Tod der Sophonisba, Museo del Prado, Madrid
- Joseph und die Frau des Potiphar, Harvard Art Museums/Fogg Museum, Cambridge (Massachusetts, USA)[7]
- Leben des hl. Martin, 1631, Deckenfresken in der Kapelle des hl. Martin in der Certosa di San Martino
- Taufe des hl. Aspreno, ca. 1631–34, (urspr. für die Kathedrale von Pozzuoli) Castel Sant'Elmo, Neapel
- zehn Episoden aus Tassos Gerusalemme Liberata, ca. 1634–43, Castello von Conversano (oder Ratssaal im Municipio, Conversano ?)
- Geschichten Jakobs, vor 1643 (?), Fresken im Castello von Conversano (mit Beteiligung der Werkstatt)
- fünf Altarbilder:  Der hl. Dominikus heilt die Blinden, Taufe der Hl. Cecilia und Valeriano, Martyrium des hl. Gennaro, Wunder des hl. Antonius von Padua, Die Jungfrau erscheint der hl. Rosa von Viterbo, ca. 1636–1645, in der Kirche Santi Cosma e Damiano, Conversano
- Drei Altarbilder: Verkündigung, Madonna mit Christus und Maria Immacolata, Kirche SS. Annunciata, Airola (bei Benevento)
- Segnender Gottvater, Sant‘Antonio Abate, Campobasso (Werkstatt ?)
- Christus erscheint dem hl. Gaetano, Bischofspalast, Taranto (Werkstatt ?)
- Die Jungfrau und das Kind erscheinen dem hl. Gaetano, Chiesa del Carmine, Grottaglie (Werkstatt ?)
- Madonna mit Kind und den Hl. Eligio und Trifone, Sant‘ Angelo, Monopoli
- Madonna mit Kind und den Hl. Rochus und Sebastian (Kopie nach Palma il Giovane), Kathedrale von Monopoli
- Die Hl. Benedikt und Biagio, Hochaltarbild in San Benedetto, Conversano